# Haematopota argentipes
Haematopota argentipes är en tvåvingeart som beskrevs av H. Oldroyd 1952. Haematopota argentipes ingår i släktet Haematopota och familjen bromsar.
Artens utbredningsområde är Rwanda. Inga underarter finns listade i Catalogue of Life.